# Epitola elissa
Epitola elissa är en fjärilsart som beskrevs av Grose-smith 1898. Epitola elissa ingår i släktet Epitola och familjen juvelvingar. Inga underarter finns listade i Catalogue of Life.